# Карейски манастир
Вижте пояснителната страница за други значения на Свети Йоан Кръстител.
Карейският манастир „Свети Йоан Предтеча“ (на гръцки: Μονή Τιμίου Προδρόμου Καρέα) е манастир на Църквата на Гърция. Той е бивш метох на Петракийския манастир в Атина, където се помещава Светия Синод на Църквата на Гърция, а от 1972 година е „суверенен и независим женски общностен манастир“.
Манастирът се намира на западния склон на Имитос, докъдето вече се простират крайните квартали на столицата на Гърция.
Манастирът датира от века на обявяването на християнството за официална религия на Римската империя от Константин Велики. Настоящите постройки са издигнати през последната четвърт на XI век.